# Parafia Świętej Trójcy w Będzinie
Parafia Świętej Trójcy w Będzinie – parafia rzymskokatolicka w dekanacie będzińskim diecezji sosnowieckiej.
Obecnie jest jedną z najmniejszych parafii w Będzinie. Według dokumentów parafialnych parafia liczy 3633 wiernych.

## Historia
Parafia sięga swoimi początkami XIII wieku, choć możliwe że ma wcześniejszy rodowód. Pierwsza historyczna wzmianka o kościele i parafii pochodzi z 1308 roku. Stało się to przy okazji opłat tzw. świętopietrza. Znany jest także pleban z tego okresu o imieniu Goćwin. Do 1331 roku parafia należała do dekanatu sławkowskiego, następnie do dekanatu bytomskiego.
Murowana świątynia zostaje zbudowana na rozkaz Kazimierza Wielkiego w 1363 roku. Był to kościół w stylu gotyckim, jednonawowy, prostokątny, z wysoką kwadratową wieżą. W ciągu następnych wieków kościół był kilkakrotnie rozbudowywany.

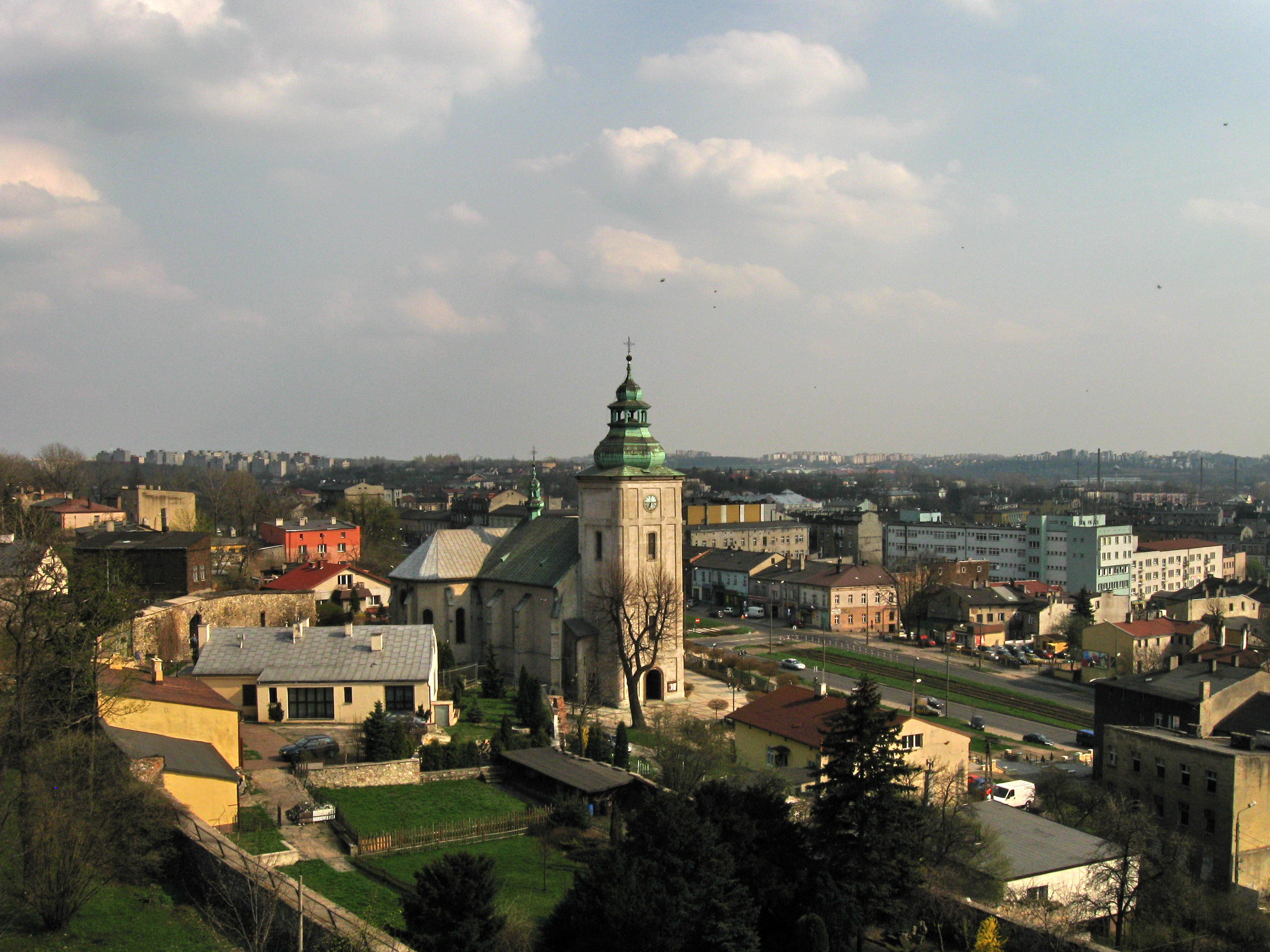
Widok na Kościół

W 1560 parafia przeżyła ciężkie chwile, kiedy kościół św. Trójcy za zgodą kasztelana będzińskiego Jana Firleja został przejęty przez braci polskich z Ogrodzieńca. Kościół został zamieniony na zbór, a katolicy zostali zmuszeni do uczęszczania do odległego o kilka kilometrów kościoła św. Stanisława w Czeladzi. Silnie zdewastowany kościół św. Trójcy powrócił do katolików na skutek interwencji królewskiej w roku 1564. W roku 1577 kościół miał zostać sprofanowany przez różnowierców. Jego odbudowa trwała aż do 1601 roku.
W 1589 roku w będzińskiej parafii przy okazji paktów będzińsko-bytomskich o zrzeczenie się roszczeń Maksymiliana Habsburga do tronu polskiego gościł kardynał Hipolit Aldobrandini, późniejszy papież Klemens VIII.
W drugiej połowie XVI w. wybudowano drewnianą kaplicę św. Tomasza na cmentarzu poza za murami miasta. Została ona wyświęcona pod wezwaniem Tomasza Becketa. Jest ona wzmiankowana w roku 1598.
W czasie wojen szwedzkich w XVII wieku kościół został poważnie zniszczony. Jego odbudowa nastąpiła w 1660 roku w stylu barokowym. Obniżono wówczas znacznie wieżę kościelną.
W końcu XVIII wieku do kościoła, dzięki fundacji rodziny Mieroszewskich dobudowana została kaplica Matki Boskiej Częstochowskiej. W 1888 roku z drugiej południowej strony świątyni została zbudowana kaplica Serca Pana Jezusa.
W latach 1938–1970 proboszczem parafii Św. Trójcy był Mieczysław Zawadzki, który wsławił się tym, że w dniu 8 września 1939 roku śmiałą decyzją zgodził się na otwarcie ogrodu kościelnego dla uciekających przed Niemcami Żydów. Za czyn, który uratował życie wielu mieszkańcom miasta został po wojnie odznaczony medalem „Sprawiedliwy wśród Narodów Świata”.
- Zabytek nr  452/56 i 4/60 z 23 lutego 1960

## Proboszczowie parafii Świętej Trójcy
| Lp. | Imię i nazwisko                          | Lata urzędowania      |
| --- | ---------------------------------------- | --------------------- |
| 1.  | Stanisław z Nowej Góry (zm. 1524)        | 1511-1524             |
| 2.  | Andrzej z Kostrzynia                     | 1524-1571             |
| 3.  | Maciej Magnuski                          | 1571                  |
| 4.  | Wacław Dębieński (Dembienski)            | 1581-1584             |
| 5.  | Andrzej Bujakowski                       | 1584                  |
| 6.  | Stanisław Rutkowski                      | 1596-1615             |
| 7.  | Tomasz Uliński (zm. 1618)                | 1615-1618             |
| 8.  | Jan Łagiewnicki (zm. 1623)               | 1618-1623             |
| 9.  | dr Samuel Kalina                         | 1623                  |
| 10. | Jakub Siemianowski (zm. 1626)            | 1626                  |
| 11. | Marcin Krajewski                         | 1626-1650             |
| 12. | Stanisław Grigerowic (zm. 1689)          | 1650-1689             |
| 13. | Jan Kotulecki (zm. 1712)                 | 1689-1712             |
| 14. | Wojciech Ciołkowicz (zm. 1734)           | 1712-1734             |
| 15. | Jan Woźniakowski                         | 1734? – ok. 1749-1750 |
| 16. | Michał Kwiatkowski                       | 1750-1778             |
| 17. | Szczepan (Stefan) Rokossowski            | 1778 – po 1795        |
| 18. | Wawrzyniec Hachulski (1758-1838)         | 1800 – 1838           |
| 19. | Piotr Spira (1789-1848)                  | 1838-1848             |
| 20. | Tomasz Łatkiewicz (administrator)        | 1848-1848             |
| 21. | Franciszek Wiśniewski (zm. 1861)         | 1849-1861             |
| 22. | Antoni Witmański (administrator)         | 1860-1861             |
| 23. | Ludwik Czerniański                       | 1861-1871             |
| 24. | Leopold Dobrzański h. Sas (1831-1903)    | 1872-1903             |
| 25. | Teodor Czerwiński (1841-1937)            | 1903-1905             |
| 26. | Walenty (Jan) Kubicki                    | 1905-1908             |
| 27. | Andrzej Hałaciński                       | 1908-1911             |
| 28. | Aleksander Bubel                         | 1912-1915             |
| 29. | Bronisław Piasecki                       | 1916-1924             |
| 30. | Antoni Zimniak (1878-1943)               | 1924-1929             |
| 31. | Tadeusz Peche (1882-1937)                | 1930-1937             |
| 32. | Wincenty Mieczysław Zawadzki (1894-1975) | 1937-1970             |
| 33. | Wacław Wiciński (1927-2003)              | 1970-1978             |
| 34. | Kazimierz Szwarlik (1925-2006)           | 1978-2000             |
| 35. | Andrzej Stępień                          | od 2000               |

## Cmentarze
- Cmentarz parafialny – Będzin, ul. Podzamcze

## Galeria

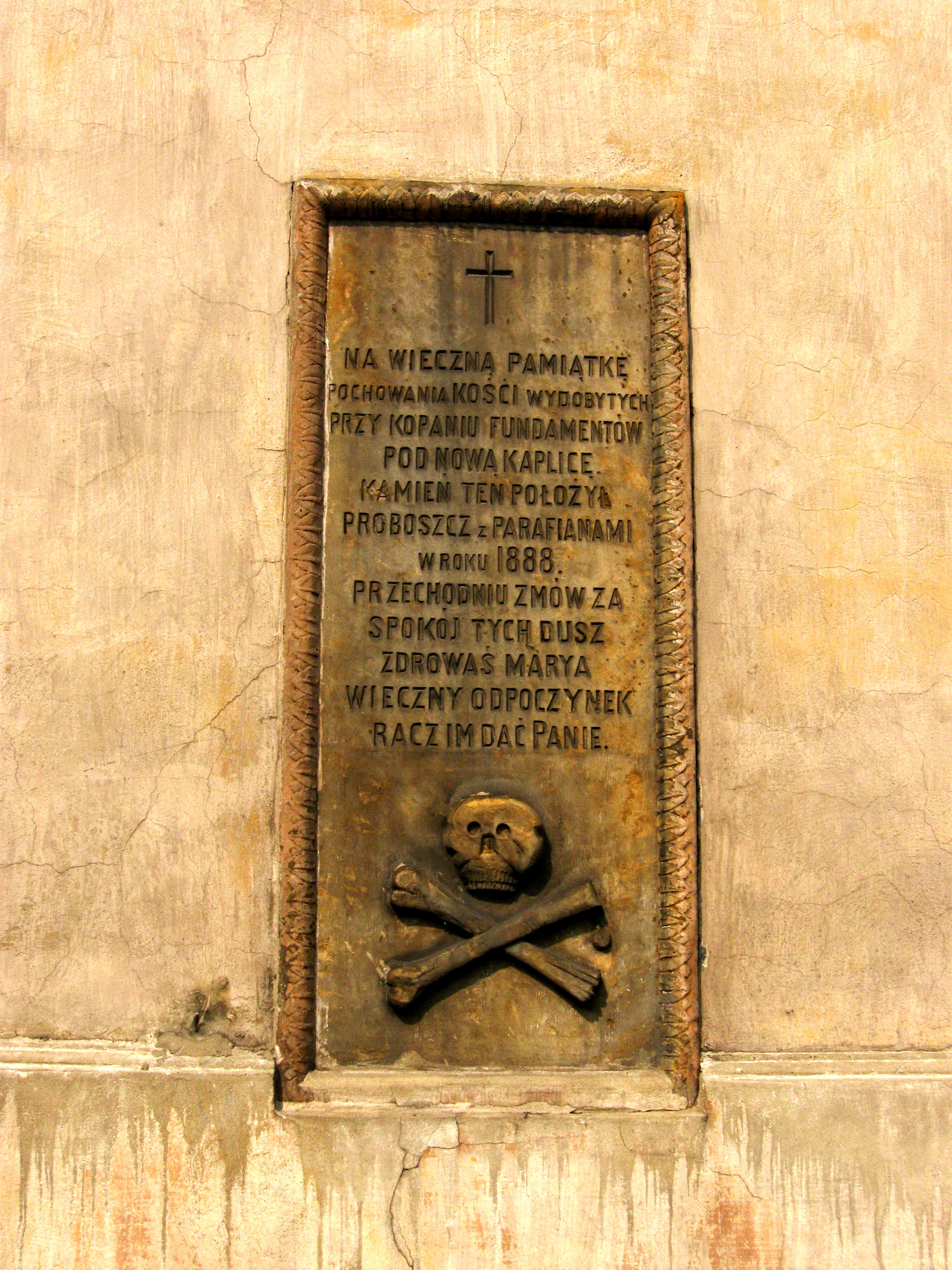
Tablica pamiątkowa
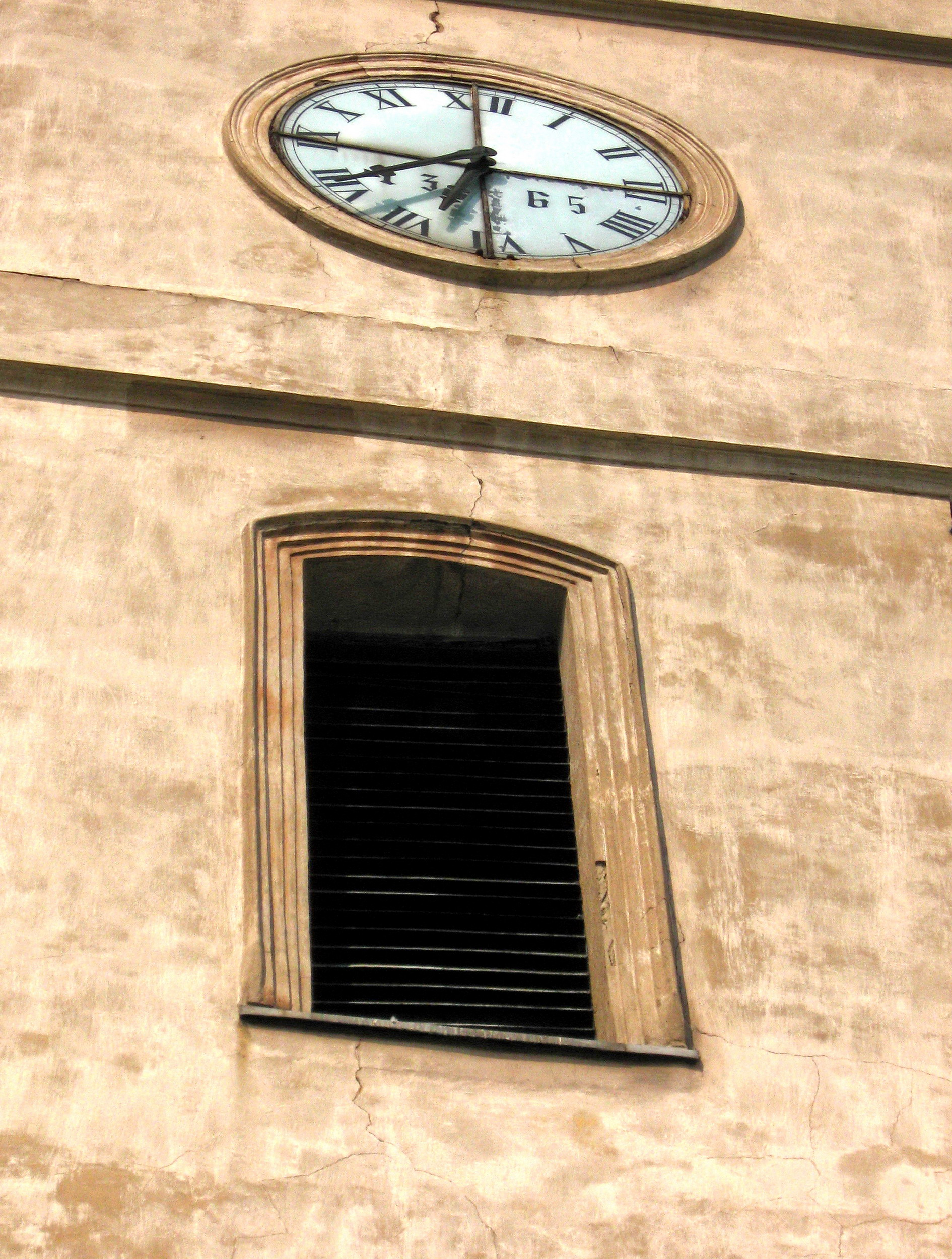
Zegar na Kościele
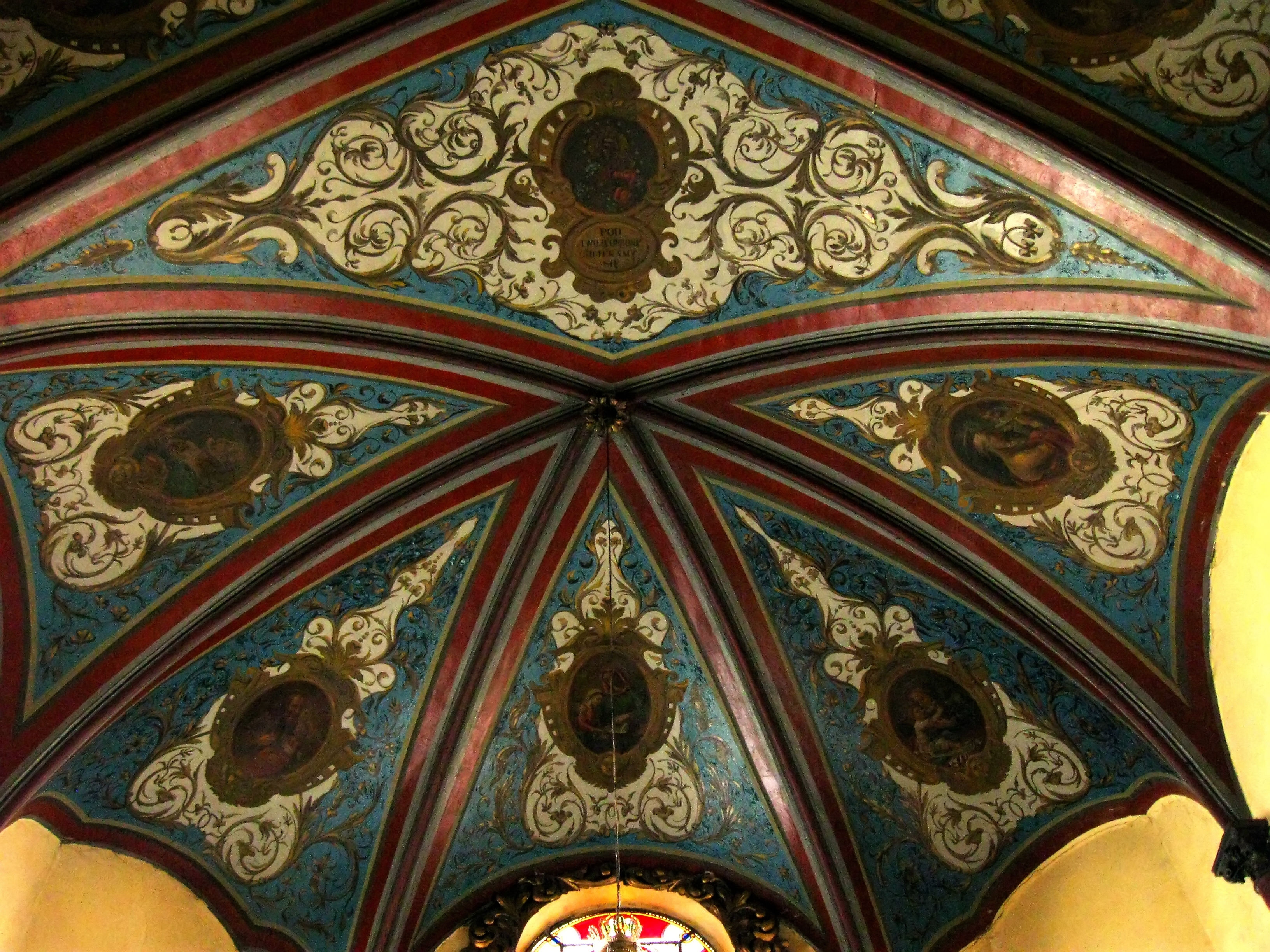
Sklepienie w bocznej nawie
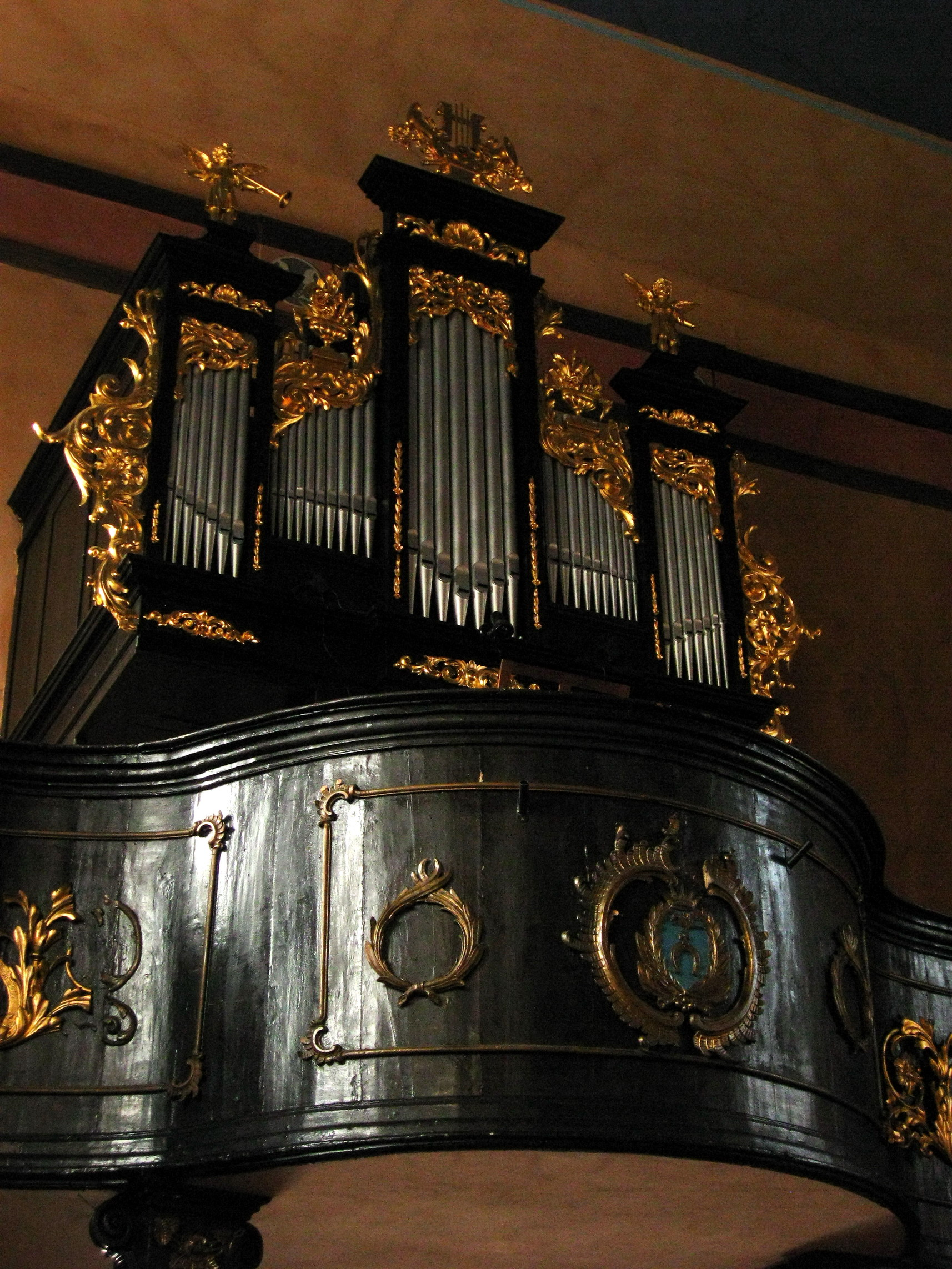
Organy